# Vera Seloga bojárnő
A Vera Seloga bojárnő (eredeti címén Боярыня Вера Шелога) Nyikolaj Andrejevics Rimszkij-Korszakov 1898. december 27-én, Moszkvában bemutatott egyfelvonásos operája (op. 54). Szövegét Lev Alekszandrovics Mej írta. Eredetileg az átdolgozott A pszkovi lány című operája prológusának szánta, így is mutatták be, de később leválasztotta első operájáról, és önálló egyfelvonásossá alakította.

## Az opera szereplői
| Szereplő                            | Hangfekvés           |
| ----------------------------------- | -------------------- |
| Ivan Szemjonovics Seloga, bojár     | basszus              |
| Vera Dmitrijevna Seloga, a felesége | szoprán              |
| Nagyesda Naszonovna, a húga         | mezzoszoprán         |
| Jurij Ivanovics Tokmakov herceg     | bariton vagy basszus |
| Vlaszevna, Nagyesda dajkája         | alt                  |

## Hangszerelése
2 fuvola, 2 oboa, 2 klarinét, 2 fagott, 4 kürt, 2 trombita, 3 harsona, üstdobok, vonósok

## Az opera cselekménye
- Történik: Pszkovban, 1555-ben.

Szoba Seloga bojár házában. Reggel.
Verához vendégségbe érkezik testvére. Seloga bojár és Tokmakov herceg már régóta Livóniában harcolnak. Nagyezsdát aggasztja nővére szomorúsága. Vera nem tud sokáig titkolódzni: bevallja, hogy lányának nem a férje az apja, hanem IV. Iván cár. Elbeszéléséből megtudjuk, hogy egyszer a Pecserszkij-kolostorba indult imádkozni, de eltévedt az erdőben. Ekkor találkozott össze a cárral. Szerelem szövődött köztük, és ennek a gyümölcse lett Olga. A gyermek születése óta nem leli a nyugalmát. Folyton az jár a fejében, hogy mit fog szólni az ura, ha hazajön a csatából és meglátja a gyermeket. Hamarosan hazaérkezik a háborúból Seloga bojár, akinek rögtön feltűnik felesége izgatott, ideges viselkedése. Nem telik bele sok idő és rákérdez, hogy kié a szobában játszó kislány. Ekkor Vera húga, hogy megmentse nővérét, hirtelen elhatározással magáénak vallja a gyermeket.